# العلاقات البوتانية الموزمبيقية
العلاقات البوتانية الموزمبيقية هي العلاقات الثنائية التي تجمع بين بوتان وموزمبيق.

## مقارنة بين البلدين
هذه مقارنة عامة ومرجعية للدولتين:
| وجه المقارنة                                              | بوتان          | موزمبيق          |
| --------------------------------------------------------- | -------------- | ---------------- |
| المساحة (كم2)                                             | 38.39 ألف      | 801.59 ألف       |
| عدد السكان (نسمة)                                         | 807.61 ألف     | 29.67 مليون      |
| الكثافة السكانية (ن./كم²)                                 | 21.04          | 37.01            |
| العاصمة                                                   | تيمفو          | مابوتو           |
| اللغة الرسمية                                             | لغة دزونكا     | اللغة البرتغالية |
| العملة                                                    | نغولترم بوتاني | متكال موزمبيقي   |
| الناتج المحلي الإجمالي (بليون دولار)                      | 2.51 مليار     | 12.33 مليار      |
| الناتج المحلي الإجمالي (تعادل القوة الشرائية) بليون دولار | 6.49 مليار     | 33.35 مليار      |
| الناتج المحلي الإجمالي الاسمي للفرد دولار أمريكي          | 2.66 ألف       | 529              |
| الناتج المحلي الإجمالي للفرد دولار أمريكي                 | 7.82 ألف       | 1.13 ألف         |
| مؤشر التنمية البشرية                                      | 0.605          | 0.416            |
| رمز المكالمات الدولي                                      | +975           | +258             |
| رمز الإنترنت                                              | .bt            | .mz              |
| المنطقة الزمنية                                           | ت ع م+06:00    | ت ع م+02:00      |

## منظمات دولية مشتركة
يشترك البلدان في عضوية مجموعة من المنظمات الدولية، منها:
| علم المنظمة | اسم المنظمة                        | تاريخ انضمام بوتان | تاريخ انضمام موزمبيق |
| ----------- | ---------------------------------- | ------------------ | -------------------- |
|             | الاتحاد البريدي العالمي            | ?                  | ?                    |
|             | مؤسسة التنمية الدولية              | 28 سبتمبر 1981     | 24 سبتمبر 1984       |
|             | منظمة حظر الأسلحة الكيميائية       | ?                  | ?                    |
|             | الأمم المتحدة                      | 21 سبتمبر 1971     | 16 سبتمبر 1975       |
|             | وكالة ضمان الاستثمار متعدد الأطراف | 21 أكتوبر 2014     | 23 نوفمبر 1994       |
|             | منظمة الشرطة الجنائية الدولية      | ?                  | ?                    |
|             | مؤسسة التمويل الدولية              | 1 ديسمبر 2003      | 24 سبتمبر 1984       |
|             | البنك الدولي للإنشاء والتعمير      | 28 سبتمبر 1981     | 24 سبتمبر 1984       |
|             | الاتحاد الدولي للاتصالات           | 15 سبتمبر 1988     | 4 نوفمبر 1975        |
|             | يونسكو                             | 13 أبريل 1982      | 11 أكتوبر 1976       |

## وصلات خارجية
- موقع وزارة الخارجية البوتانية
- موقع وزارة الخارجية الموزمبيقية